# 他田舎人千世売
他田舎人 千世売（おさだ の とねり の ちよめ、生没年不詳）は、奈良時代の女性。

## 出自
他田氏は、敏達天皇の訳語田幸玉宮の宮号を関した名代である他田部の伴造氏族で、科野国造に復した金指舎人麻背の弟・目古が他田舎人直姓を賜ったことに始まる。
天平十年度正税帳などにも他田の氏名が現れていることから、駿河国や信濃国に分布していることが分かる。

## 経歴・人物
信濃国伊那郡（現在の長野県上伊那郡・下伊那郡・伊那市・駒ヶ根市・飯田市一帯）の人で、若くして「才色」（才能と容貌）を備え、その家は年々「豊贍」（ゆたか）であった。25歳の時に夫に死に別れ、志を守り、寡居（寡婦としてくらすこと）50年あまりに及んだ。称徳天皇はその貞節を守ったことを褒めて、神護景雲2年（768年）6月、爵二級を賜与した、という。
彼女の生き方は賦役令17「孝子順孫条」の「節婦」に相当し、同条の「精誠の通感する者（これらの美徳が神に通じて奇跡を生じた者）があれば、別に優賞をも加えること」が適用されたものと思われる。